# Naturschutzgebiet Garbeeke
Das Naturschutzgebiet Garbeeke ist ein Naturschutzgebiet im niedersächsischen Landkreis Diepholz.

## Beschreibung
Das 60 Hektar große Naturschutzgebiet mit dem Kennzeichen NSG HA 193 liegt direkt südlich des Stadtgebietes von Bassum. Es umfasst den Gewässerlauf der „Garbeeke“ (der circa 3 km lange Bach wird auch Garbruchsgraben genannt) von ihrem Quellbereich bis zur Mündung in den „Klosterbach“ einschließlich der Talniederung. Auf den feuchten Standorten wächst Erlen-Bruchwald, Erleneschenwald und Eichen-Mischwald. Zu den einzelnen Biotoptypen gehören Waldbereiche und ungenutzte Sumpfzonen, die sich möglichst ungestört naturnah entwickeln sollen. In Teilbereichen findet eine Grünlandnutzung statt.

## Geschichte
Mit Verordnung vom 15. Juli 1999 wurde das Gebiet „Garbeeke“ zum Naturschutzgebiet erklärt. Zuständig ist der Landkreis Diepholz als untere Naturschutzbehörde.